# Le Chat et la Souris (Prison Break)
Pour les articles homonymes, voir Le Chat et la Souris.
Le Chat et la Souris (titre original : Call Waiting) est le troisième épisode de la troisième saison de la série télévisée américaine Prison Break. Il a été diffusé pour la première fois le 1er octobre 2007 aux États-Unis sur la chaine FOX.

## Résumé
Michael commence à réfléchir à un plan d'évasion, tandis que T-Bag doit l'aider à passer un coup de fil à Sara en empruntant le seul téléphone restant à Sona. Lincoln tente de récupérer L.J. et Sara mais échoue à la dernière minute.